# Стомахін Борис Володимирович
Бори́с Володи́мирович Стома́хін (рос. Борис Владимирович Стомахин; нар. 24 серпня 1974) — російський політичний активіст та публіцист. Отримав найбільший термін ув'язнення серед усіх засуджених за 282-ю статтею КК РФ («Розпалювання ненависті чи ворожнечі за ознаками національності»). Вийшов на свободу 21 березня 2011 року. Знову затриманий 20 листопада 2012 року за підозрою в порушенні тих же статей КК РФ, а також за виправдання тероризму. 22 квітня 2014 року засуджений до 6,5 років позбавлення волі. З 2022 є серед учасників Форуму Вільних Народів Постросії

## Журналістська та політична активність
Стомахін був членом Революційної робітничої партії. пізніше він став лідером «Революційної Контактної Асоціації» (РКА).
З 2000 року Борис Стомахін редагує щомісячник «Радикальна політика». До того ж він публікується на сайті «Кавказ центр», який підтримує незалежність Чечні.

## Політичні погляди
У багатьох публікаціях, що пов'язані з темою війни в Чечні, Стомахін виступає за незалежність Чеченської Республіки Ічкерія. На цю тему — більша частина його публіцистики, а також діяльності РКА, якою він керує. Він вимагає не лише визнання незалежності Чечні, але й повного демонтажу та розпуску колоніальної російської імперії, адже, на його думку, «не може бути вільним народ, який пригнічує інші народи». Стомахін підтримував керівників чеченського національно-визвольного руху, також підтримував знищення російської держави.
Цитати із текстів Бориса Стомахіна:
|  | З Росією немає і не може бути жодних переговорів, про які так багато казав Аслан Масхадов. Росію можливо лише знищити. І її треба знищити, — це засіб превентивної самооборони роду людського від тої бузовірської диявольщини, котру несе в собі росія з часів перших масових вбивств і страт за критику влади, з часів взяття Новгорода та Казані. Росіян треба вбивати, і лише вбивати — серед них немає нормальних, розумних, інтелігентних, з якими можна було б розмовляти і на розуміння котрих можна було б сподіватися. Має бути введена жорстка колективна відповідальність всіх росіян, всіх лояльних громадян Росії за дії влади, котру вони обирають, — за геноцид, за масові вбивства, страти, тортури, торгівлю трупами… Ніякого поділу вбивць на мирних и немирних, свідомих і підневільних віднині не має бути. Оригінальний текст (рос.) С Россией нет и не может быть никаких переговоров, о которых так много говорил Аслан Масхадов. Россию можно только уничтожить. И ее НАДО уничтожить, — это мера превентивной самообороны рода человеческого от той изуверской дьявольщины, которую несет в себе Россия со времен первых массовых убийств и казней за критику властей, со времен взятия Новгорода и Казани. Русских надо убивать, и только убивать — среди них нет тех нормальных, умных, интеллигентных, с которыми можно было бы говорить и на понимание которых можно было бы надеяться. Должна быть введена жесткая коллективная ответственность всех русских, всех лояльных граждан России за действия избираемых ими властей, — за геноцид, за массовые убийства, казни, пытки, торговлю трупами… Никакого деления убийц на мирных и немирных, сознательных и невольных отныне быть не должно. |

|  | Смерть російським оккупантам! Смерть бузовірській кривавій імперії! Свободу народам, які вона поневолила!» Оригінальний текст (рос.) Смерть русским оккупантам! Смерть изуверской кровавой империи! Свободу порабощенным ею народам!» |

|  | «Нормальні росіяни, звісно ж, існують, це безсумніву. Жменька нормальних, що розсіяні серед океану мерзотників та нечисті, таки присутня. І однією з головних ознак нормального росіянина є те, що він, після того як прочитає правду про цей океан, що оточує його, не розпочне обурюватися, не вважатиме себе ображеним за весь натовп своїх твариноподібних алкоголічних одноплемінників. Навпаки, він лише гірко усміхнеться, та підтвердить цим, що написане про них — справді гірка правда і що він не може ототожнювати себе з цим безглуздим стадом двоногих скотів, з цим набродом, що п'є та грабує. І, звісно, нормальний росіянин не напише донос за 282-ю статтею на того, хто написав цю правду…» Оригінальний текст (рос.) «Нормальные русские, конечно же, есть, это несомненно. Горсточка нормальных, рассеянная среди океана мрази и нечисти, таки имеется. И один из главных признаков нормального русского, — то, что он, прочитав правду про этот океан, окружающий его, не начнет возмущаться, не сочтет себя оскорбленным за всю толпу своих звероподобных алкоголических соплеменничков. Наоборот, он только горько усмехнется, подтверждая этим, что написанное о них — действительно горькая правда и что он не может отождествить себя с этим бессмысленным стадом двуногих скотов, пьющим и ворующим сбродом. И уж конечно, нормальный русский на написавшего эту правду про сброд не побежит писать донос по 282-й статье…» |

|  | «Москалів, які були заселені у 40-ті роки в спорожнілий Крим Сталіним та які голосували на фальшивому „референдумі“ (під дулами автоматів путінських окупантів — „зелених чоловічків“) за анексію Криму Росією, абсолютно не шкода було б хоч у морі топити, хоч у печах спалювати.» Оригінальний текст (рос.) «Москалей, заселённых в 40-е годы в опустевший Крым Сталиным и голосовавших на фальшивом „референдуме“ (под дулами автоматов путинских оккупантов — „зеленых человечков“) за аннексию Крыма Россией, абсолютно не жалко было бы хоть в море топить, хоть в печах сжигать.» |

12 квітня 2019 року на позачерговому відритому засіданні Комісії Міжнародної спілки «Інститут національної політики» по дослідженню політично мотивованих репресій, прийнято рішення про визнання кримінального переслідування з боку МВС і ФСБ Росії, засудження судами до позбавлення волі відомого російського публіциста і письменника Бориса Стомахіна політично мотивованими в повному обсязі. Міжнародна спілка «Інститут національної політики», перша організація, яка офіційно визнала Бориса Стомахіна особою, переслідуваною з політичних мотивів і політв'язнів.